# Гал-Оя (национальный парк)
Национальный парк Гал-Оя — национальный парк в восточной части острова Шри-Ланка, в 314 километрах от Коломбо. Парк создан в 1954 году и является основным водосбором для водохранилища Сенанаяке Самудрая.

## География
В 1950 году после возведения плотины Гал-Оя возникло водохранилище Сенанаяке Самудрая. Через четыре года в этих местах был создан национальный парк Гал-Оя.
Высота парковой территории находится в диапазоне между 30 м и 900 м над уровнем моря. Водохранилище имеет множество мелких островков. В состав парка также входят следующие пики: Danigala, Nilgala и Ulpotha. Вся заповедная территория разделена на 4 района: Inginiyagala, Mullegama, Nilgala и Baduluwela. Помимо природных богатств, на территории парка находится буддийский монастырь и руины других древних построек.

## Флора и фауна
Около 45 % парка покрыто вечнозелеными лесами и ещё 33 % занимают саванны, 9 % горных лугов и 10 % водных растений.
В парке произрастают такие редкие растения, как птерокарпус мешковидный, кассия трубчатая. Также флора включает в себя: лонган, хурму, зизифус, императу цилиндрическую и т. д. Некоторые растения используется в аюрведической медицине: бибхитаки, филлантус эмблика.
Парк является местом обитания 32 видов млекопитающих и более 150 видов птиц. В составе фауны заповедника входят цейлонские слоны, цейлонские аксисы, азиатские буйволы, цейлонские леопарды, цейлонские макаки, дикие кабаны и другие животные.
Среди пернатых этого заповедника можно выделить яванского марабу, серого пеликана, краснолицую кустарниковую кукушку, индийского баклана, индийскую змеешейку, серую цаплю, малую свистящую утку, белобрюхого орлана и многих других. Среди рептилий распространенными являются болотный крокодил и звёздчатая черепаха.